# Bulbophyllum djamuense
Bulbophyllum djamuense är en orkidéart som beskrevs av Rudolf Schlechter. Bulbophyllum djamuense ingår i släktet Bulbophyllum och familjen orkidéer. Inga underarter finns listade i Catalogue of Life.